# Sascha Wallscheid
Sascha Wallscheid (* 3. November 1966 in Saarlouis) ist ein ehemaliger deutscher Bahnradsportler.
1984 wurde Sascha Wallscheid deutscher Meister im Sprint der Junioren, 1985 deutscher Amateur-Meister im 1000-Meter-Zeitfahren.
Bei den UCI-Bahn-Weltmeisterschaften 1985 in Bassano del Grappa belegte Wallscheid gemeinsam mit Frank Weber Platz drei im Tandemrennen.